# Paderewski (pociąg pancerny)
Pociąg Pancerny Nr 14 eks – pociąg pancerny „Paderewski”, eks – pociąg pancerny nr 7, eks – pociąg pancerny „Generał Żeligowski”, eks – pociąg pancerny nr 15 – pociąg pancerny Wojska Polskiego II RP.

## Historia
10 września 1919 roku w warsztatach kolejowych Kierownictwa Budowy Pociągów Pancernych we Lwowie został utworzony pociąg pancerny nr 15.
W dniu 4 lutego 1919 roku wziął udział w walkach z Ukraińcami, w wyniku których wojska polskie zdobyły Kowel.
Pociąg był przydzielony na czas pokoju do 1 dywizjonu pociągów pancernych.
We wrześniu 1939 był uzbrojony w 2 haubice 100 mm, 2 armaty 75 mm i 22 ckm-y.
W kampanii wrześniowej zakończył mobilizację 3 września jako odwód Naczelnego Dowództwa. Od 1 września był przydzielony do Armii „Pomorze”. Pociąg odjechał z bazy 1 dywizjonu w Legionowie 4 września, docierając do Kutna 6 września. W Kutnie pociąg miał parodniowy postój, który negatywnie wpłynął na stan załogi: węzeł kolejowy w Kutnie był słabo broniony, ale był celem ciągłych bombardowań lotnictwa niemieckiego. 9 września do „Paderewskiego” w Kutnie dołączył pociąg nr 11 („Danuta”). Wieczorem 13 września „Paderewski” otrzymał rozkaz wsparcia Pomorskiej Brygady Kawalerii podczas bitwy nad Bzurą. Linia Kutno – Łęczyca była w dobrym stanie i pociąg szybko osiągnął cel. „Paderewski” walczył wspólnie z batalionem Straży Granicznej i 11 dywizjonem artylerii konnej w nieudanej obronie Łęczycy, atakowanej przez niemiecką 221 Dywizję Piechoty (Łęczyca została stracona w nocy). 15 września pociąg wrócił do Kutna, przejechał pod Rząśno na linii Żychlin – Łowicz. Dnia 15 września wraz ze swoim składem bojowym stanął w Jackowiach. 16 września 1939 pociąg brał udział w walkach w rejonie Urzecza, następnie ok. godziny 12.00 wspierał natarcie II batalionu 70 pułku piechoty z 17 Wielkopolskiej Dywizji Piechoty w rejonie na północ od miejscowości Sobota. W trakcie tego kontrataku zatrzymano atak niemieckiej 10 Dywizji Piechoty; w trakcie tego ataku odparł też nalot. Mimo iż pociąg nie odniósł znaczących uszkodzeń, 4 Dywizja Piechoty zaczęła wycofywać się za rzekę Słudwię. Odcięty od możliwości odwrotu, kpt. Gawełczyk zarządził opuszczenie i zniszczenie pociągu; wymontowano część karabinów maszynowych, potem pociąg wysadzono w powietrze. Nieliczni żołnierze dotarli do Warszawy wraz z wycofującymi się jednostkami piechoty.

## Załoga
Kadra pociągu w 1923:
- por. art. Tadeusz Smyczyński z 5 pac – dowódca
- por. art. Stanisław Hieronim Milli z 5 pac
- por. piech. Bernard Sobczyński z 51 pp
- por. piech. Witold Donten z 76 pp

Dowódcą był kapitan Jerzy Żelechowski a jego zastępcą kapitan Henryk Gawełczyk. Kpt. Gawełczyk przejął dowodzenie 9 września, zastępując kpt. Żelechowskiego, który, jak pisze Krawczak i Odziemkowski „nie wytrzymał silnego obciążenia psychicznego”.

## Skład pociągu
- lokomotywa opancerzona typu Ti3 nr 8[6],
- wagon artyleryjski czteroosiowy nr 660588 uzbrojony w 1 haubice wz. 14/19A i 1 armatę wz. 02/26[7],
- wagon artyleryjski czteroosiowy nr 658641 uzbrojony w 1 haubice wz. 14/19A i 1 armatę wz. 02/26[7],
- wagon szturmowy nr 430044[8],
- dwie platformy Pdks[8],
- pluton drezyn pancernych: na prowadnicach 2 czołgi Renault FT, 5 tankietek TK-3 na prowadnicach szynowych[8].

## Odznaka pamiątkowa
Odznaka pamiątkowa okrągła, ażurowa, tłoczona w blasze brązowej, posrebrzana. Średnica 40 mm, grubość blachy ok. 1 mm. Rysunek odznaki: w górnej połowie koła pomiędzy dwoma paskami napis: Pociąg pancerny, w dolnej połowie odgrodzonej kropkami, napis: Paderewski. Pomiędzy dwoma wewnętrznymi paskami wieniec laurowy stylizowany i czterokrotnie przerwany węzłami. Wewnątrz sylwetka wozu bojowego na torze kolejowym.